# Глушков, Никита Андреевич
Ники́та Андреевич Глушков (род. 23 июня 1994, Киров, Россия) — российский футболист, вингер, выступающий за белорусский клуб «МЛ Витебск».

## Биография
Воспитанник кировского футбола — «Динамо» (Киров).
С 14 лет занимался в московских футбольных школах клубов «Ника» (2008—2011), «Сокол» (2011—2012), «Динамо» (2012—2013).
В сезоне 2013/14 играл в клубе второй лиги Словакии «Славой» (Требишов).
В 2014 году играл за московскую СДЮШОР № 27 «Сокол», в 2015 — за молодёжную команду ФК «Химки» в III дивизионе (ЛФК).
Перед сезоном 2016/17 подписал контракт с клубом ФНЛ «Сибирь» (Новосибирск), дебютировал 11 июля в матче против «Спартака-2».
В декабре 2016 года заключил контракт с клубом РФПЛ «Урал» (Екатеринбург). Дебютировал 29 апреля 2017 в гостевом матче 26-го тура чемпионата против «Терека» (2:5). 11 января 2019 отправился на правах аренды в «Балтику» (Калининград).
В июле 2020 года перешёл в «Енисей». В январе 2024 года — в «Акрон».
2 июля 2024 года перешёл в калининградскую «Балтику», подписав контракт до 31 мая 2026 года. В сезоне-2024/25 провел в ФНЛ 10 матчей и сделал 2 результативные передачи. 
В феврале 2025 года перешел в «МЛ Витебск» на правах аренды. В июне клуб из Витебска выкупил права на футболиста, соглашение рассчитано на 1,5 года. На момент выкупа футболист был самым полезным игроком команды в чемпионате — 8 (5+3) очков по системе «гол+пас».

## Достижения
«Урал»
- Финалист Кубка России: 2016/17

Акрон (Тольятти)
- Бронзовый призёр Первой лиги России: 2023/24